# 森和彦
森 和彦（もり かずひこ、1960年12月21日 - ）は、富山テレビ放送の元アナウンサー。
富山県上市町生まれ。法政大学卒業後、1983年富山テレビ入社。
もともとは教員志望だったが、地元の富山テレビ放送を受験。一般職として採用されたが、「君にはアナウンサーをやってもらう」と言う総務の一言でアナウンサーになった。2006年3月、異動により編成部勤務。翌2007年3月1日付で同副部長などを経て、2015年4月より放送部長となっていたが、現在の役職等は不詳である。

## 担当していた番組
- Youドキッ!たいむ
- BBTスーパーニュース
- クイズ!フォーカスイン
- 5時ってうきうき
- 朝いち!とやま